# Pont Blanc
 (janvier 2020).
Si vous disposez d'ouvrages ou d'articles de référence ou si vous connaissez des sites web de qualité traitant du thème abordé ici, merci de compléter l'article en donnant les références utiles à sa vérifiabilité et en les liant à la section « Notes et références ».
Le pont Blanc est un pont couvert situé à Rivière-Ojima. Il ne possède qu'une seule travée de 18 m de long. Il s'agit du  dernier pont mi-hauteur du Québec.

## Histoire
Le pont fut construit en 1947 sur la route du 5e-au-8e Rang. Le pont est cassé au centre depuis quelques années et en 2010, l'un des côtés du pont s'est effondré dans le ruisseau Déception.

## Caractéristique
Il utilise une ferme de type Town mi-hauteur.

## Toponyme
Le nom n'a jamais été officialisé auprès de la commission de Toponymie, par contre il s'agit du seul nom utilisé pour désigner le pont. Le pont Blanc vient tout simplement de la couleur de la peinture appliquée sur le lambris du pont.

## Couleur
Le pont est comme son nom l'indique blanc, par contre le pont est défraichi et seules quelques zones à l'abri du vent et du soleil montrent encore cette couleur.